# Speed (groupe sud-coréen)
Pour les articles homonymes, voir Speed.
Speed (coréen : 스피드; souvent stylisé SPEED) est un boys band sud-coréen formé sous MBK Entertainment en 2012. Le groupe était à l'origine l'unité masculine de Coed School avant de devenir un groupe indépendant en 2013. Fin 2015, MBK Entertainment a enlevé leur page d'accueil de leur site officiel et il a été rapporté que le groupe serait séparé, bien que MBK Entertainment n'ait toujours pas confirmé ces rumeurs.

## Histoire

### 2011–2012: Formation et début
En 2011, Core Contents Media a annoncé qu'ils diviseront Coed School en deux sous-unités. La première sera constituée uniquement des membres féminins de Coed School accompagné d'une nouvelle membre, afin de créer les 5Dolls (stylisé F-ve Dolls). Elles débuteront en 2011.
La seconde unité est constituée des membres masculins de Co-Ed School : Kangho, Kwanghaeng, Jungwoo, Taewoon, Noori et Sungmin.
Le 4 novembre 2011, il est annoncé que Kangho a quitté le groupe pour se concentrer sur sa carrière d'acteur. Leur agence, Core Contents Media a également annoncé que l'un des participants de l'émission, Superstar K3 nommé Shin Jongkook remplacera Kangho.
En janvier 2012, l'agence a révélé le nom de cette seconde unité masculine, nommée Speed (stylisé SPEED). Le groupe a sorti un album single, Hommage to Lovely-Dovey, avec le titre principal "Lovey Dovey-Plus" le 14 février. La chanson est un remake du titre "Lovey Dovey" de T-ara. Le 14 février, Speed fait sa première prestation en direct avec le titre "Lovey Dovey-Plus" au Music Bank. Quelques jours plus tard, un nouveau membre, Sejun a été ajouté au groupe.
Début 2012, Core Contents Media a déplacé Co-Ed School ainsi que ses deux sous-groupes pour sa filiale GM Contents Media. Vers fin 2012, le groupe ainsi que F-ve Dolls retourneront finalement à leur label principal Core Contents Media.
Les membres Kwanghaeng et Noori quittent le groupe en septembre 2012, et seront remplacés par Yuhwan et Taeha en octobre.

### 2013:Superior Speed
Fin décembre 2012, Core Contents Media a annoncé que Speed allait sortir un album nommé Superior SPEED.
Le groupe a sorti un album single préliminaire, Speed of Light, avec le titre principal "Sad Promise" le 7 janvier avec deux clips vidéos de la chanson, un pour la chorégraphie et un en version drama,,,.
Le 15 janvier, Speed sort son premier album studio, Superior SPEED, et le titre-phare "It's Over". "It's Over" est aussi accompagné de deux clips vidéos, aussi pour la chorégraphie et la version drama. Le titre a été produit par Shinsadong Tiger.
Le 20 février, Speed sort une réédition de l'album nommé Blow Speed, avec le titre principal "Pain the Love of Heart", aussi connu sous le nom de "Pain".
Mi-2013, Core Contents Media a déclaré lors d'une interview qu'ils n'avaient pas de plans futures  pour Co-Ed School, ce groupe ne sera donc plus recomposé et les deux sous-unités sont devenus des groupes indépendants.

### 2014:Speed Circus
Speed a tenu un showcase en Mongolie. Du 3 au 7 février 2014, ils sont montés sur scène au UNIQOL AX pour promouvoir la sortie de leur prochain mini-album Speed Circus. Le groupe a interprété six titres et était accompagné par trois idoles invitées. Shannon et Dani ont chanté deux chansons durant l'intermission et Hyewon de F-ve Dolls a dansé avec le groupe pendant le titre "Hey Ma Lady". Le showcase fut diffusé le 17 février sur SBS MTV.
Le premier mini-album du groupe nommé Speed Circus est sorti le 18 février. Taewoon s'est aussi impliqué dans l'écriture, la composition et la production pour la plupart des titres de l'album, et le groupe a participé à la création de la chorégraphie. Mis à part l'album, Speed a mis en ligne deux clips vidéos "Don't Tease Me" et 'Why I'm Not'. Le titre solo de Taewoon, "Focus" a aussi été inclus dans l'EP.
Speed sort également une réédition du mini-album nommée Look at Me Now avec trois pistes additionnelles. Ils mettent en ligne le clip vidéo de "Zombie Party" le 18 mars. Le 3 avril, le groupe poste le clip vidéo de "Look At Me Now".

### Depuis 2015: changements de membres,Speed On, et rumeurs de séparation
En janvier 2015, MBK Entertainment annonce que Speed fera son retour durant le printemps avec deux nouveaux membres.
En mars 2015, Taewoon, le leader, annonce son départ du groupe. Speed était rendu à huit membres et avec des futurs nouveaux membres,.
Finalement, le groupe n'a eu qu'un seul nouveau membre, KI-O. Ce dernier a été révélé au public pour la première fois en participant dans le projet single hivernal de l'agence nommé "Don't Forget Me" en février. Il est aussi apparu dans le clip vidéo du premier titre solo d'Elsie (Eunjung de T-ara), "I'm Good" et a participé aux prestations de la chanson, originellement en collaboration avec K.Will.
Le 1er juin 2015, le groupe sort son second mini-album Speed On. Ils mettent en ligne également le clip vidéo du titre principal "What U", avec le nouveau membre KI-O. Yuhwan devient le nouveau leader de Speed à la suite du départ de Taewoon.
En novembre 2015, MBK Entertainment a retiré la page d'accueil du groupe de leur site officiel, ce qui a causé des rumeurs que le groupe risquait de se séparer. MBK Entertainment n'a toujours pas confirmé ses rumeurs.
Le 27 janvier 2016, Jungwoo a annoncé via ses réseaux sociaux que son contrat avec la MBK Entertainment prenait fin et qu'il avait décidé de ne pas le renouveler. Le lendemain, Sejun a aussi annoncé via ses réseaux sociaux qu'il quittait Speed pour poursuivre une carrière d'acteur, mais qu'il allait resté sous MBK Entertainment. 
En juin 2016, Taeha a préparé ses débuts solos sous le nom d'IONE. Sungmin, quant à lui, a signé avec Star Camp 202 pour poursuivre sa carrière d'acteur.

## Membres

### Anciens membres
| Nom de scène | Nom de scène | Nom de naissance | Nom de naissance | Date de naissance | Nationalité |
| Romanisé     | Coréen       | Romanisé         | Coréen           | Date de naissance | Nationalité |
| ------------ | ------------ | ---------------- | ---------------- | ----------------- | ----------- |
| Kwanghaeng   | 광행         | Lee Kwang-haeng  | 이광행           | 20 janvier 1990   | Sud-coréen  |
| Noori        | 누리         | Kang In-oh       | 강인오           | 3 mars 1993       | Sud-coréen  |
| Taewoon      | 태운         | Woo Ji-seok      | 우지석           | 11 mai 1990       | Sud-coréen  |
| Jungwoo      | 정우         | Kim Jung-woo     | 김정우           | 9 mai 1990        | Sud-coréen  |
| Sejun        | 세준         | Park Se-jun      | 박세준           | 10 décembre 1993  | Sud-coréen  |
| Taeha        | 태하         | Oh Sung-jong     | 오성종           | 4 mars 1992       | Sud-coréen  |
| Yuhwan       | 유환         | Kim Yu-hwan      | 김유환           | 29 juillet 1991   | Sud-coréen  |
| Jongkook     | 종국         | Shin Jong-kook   | 신종국           | 8 septembre 1993  | Sud-coréen  |
| Sungmin      | 성민         | Choi Sung-min    | 최성민           | 7 décembre 1995   | Sud-coréen  |
| KI-O         | 키오         | Oh Seung-ri      | 오승리           | 14 mai 1994       | Sud-coréen  |

## Discographie

### Album studio
- Superior Speed (2013)

### Mini-albums (EPs)
- Speed Circus (2014)
- Speed On (2015)

### Albums singles
- Hommage to Lovey-Dovey (2012)
- Speed of Light (2013)

### Singles
| "Lovey-Dovey Plus" | 2012 | —  | * |                         | Hommage to Lovey-Dovey |
| "슬픈약속 (That's My Fault)" | 2013 | 20 | * | - COR : plus de 117 080 | Superior Speed         |
| "It's Over" | 2013 | 43 | * | - COR : plus de 117 607 | Superior Speed         |
| "통증 (Pain, The Love of Heart)" | 2013 | 76 | * | - COR : plus de 35 829  | Blow Speed             |
| "Focus" | 2014 | —  | * | - COR : —               | Speed Circus           |
| "왜 난 꼭 (Why I'm Not)" | 2014 | —  | * | - COR : —               | Speed Circus           |
| "놀리러 간다! (Don't Tease Me!)" | 2014 | —  | * | - COR : plus de 16 110  | Speed Circus           |
| "Zombie Party!" | 2014 | —  | * | - COR : —               | Look At Me Now         |
| "Look At Me Now" | 2014 | —  | * | - COR : —               | Look At Me Now         |
| "What U" | 2015 | —  | * | - COR : —               | Speed On               |
| "—" signifie que le morceau ne s'est pas classé ou n'est pas sorti dans cette région. "*" Le Billboard Korea K-Pop Hot 100 a été introduit en août 2011 et s'est arrêté en juillet 2014. |      |    |   |                         |                        |

## Filmographie

### Télé-réalité/émissions de variétés
| Année | Titre                    | Membre(s) | Chaîne                                         | Note(s)                |
| ----- | ------------------------ | --------- | ---------------------------------------------- | ---------------------- |
| 2013  | SPEED's Dreaming Polaris | SPEED     | Mnet                                           | Documentaire sur SPEED |
| 2014  | DEEPSPEED                | SPEED     | Chaîne YouTube officielle de MBK Entertainment |                        |
| 2015  | Saison 2 de DEEPSPEED    | SPEED     | Chaîne YouTube officielle de MBK Entertainment |                        |

### Émissions de télévision
| Année | Titre                            | Membre(s)                  | Chaîne     | Note(s)                               |
| ----- | -------------------------------- | -------------------------- | ---------- | ------------------------------------- |
| 2013  | People looking for a laugh       | SPEED                      | SBS        | Invités                               |
| 2013  | All the KPOP                     | Taewoon & Sungmin          | MBC        | Concurrents                           |
| 2013  | Let's Go Dream Team! Season 2    | Taewoon                    | KBS        | Concurrent                            |
| 2013  | ShimShimTapa                     | SPEED                      | MBC        | Idoles invitées                       |
| 2013  | Weekly Idol                      | SPEED                      | MBC        | Idoles invitées (sans Sejoon)         |
| 2013  | SPEED's Eating TV                | SPEED                      | Mnet       |                                       |
| 2013  | Beatles Code 2                   | Taewoon, Jungwoo & Sungmin | Mnet       | Idoles invitées avec Davichi          |
| 2013  | Show Champion's "True Back Show" | Taewoon                    | MBC        | Présentateur                          |
| 2013  | All the KPOP                     | Taewoon                    | MBC        | Concurrent                            |
| 2013  | Money Tower                      | Jungwoo                    | Channel A  | Concurrent                            |
| 2014  | Good People                      | SPEED                      | MBC        | Apparition pour l'histoire de Shannon |
| 2014  | ShimShimTapa                     | SPEED                      | MBC        | Idoles invitées                       |
| 2014  | After School Club                | SPEED                      | Arirang TV | Idoles invitées                       |
| 2014  | Moon Hee Jun's Pure 15           | Taewoon & Sungmin          | Mnet       | Idoles invitées                       |
| 2014  | Get It Beauty                    | SPEED                      | OnStyle    | Idoles invitées                       |
| 2015  | Star King                        | KI-O & Yuhwan              | SBS        | Idoles invitées                       |
| 2015  | Mom Is Watching                  | SPEED                      | JTBC       | Idoles invitées                       |

## Vidéographie

### Clips vidéos
| Année | Titre                                   | Durés | Note(s)                                                                         |
| ----- | --------------------------------------- | ----- | ------------------------------------------------------------------------------- |
| 2012  | Lovey Dovey Plus Ver.1                  | 4:10  | Avec Ryu Hwayoung et Ryu Hyoyoung                                               |
| 2012  | Lovey Dovey Plus Ver.2                  | 4:16  | Avec Ryu Hwayoung et Ryu Hyoyoung                                               |
| 2013  | 슬픈약속 "That's My Fault" (Drama Ver.) | 13:17 | Version drama avec Park Bo-young, Naeun (Apink), Ji Chang-wook, et Ha Seok-jin. |
| 2013  | 슬픈약속 "That's My Fault" (Dance Ver.) | 4:18  | Avec Kang Minkyung (Davichi)                                                    |
| 2013  | It's Over (Drama Ver.)                  | 14:30 | Version drama avec Park Bo-young, Naeun (Apink), Ji Chang-wook, et Ha Seok-jin  |
| 2013  | It's Over (Dance Ver.)                  | 3:36  | Avec Park Bo-young                                                              |
| 2013  | Never Say Goodbye                       | 1:30  |                                                                                 |
| 2013  | 통증 (Pain)훌렁 휴양과                  | 3:31  |                                                                                 |
| 2014  | Focus                                   | 2:29  | Solo de Taewoon                                                                 |
| 2014  | 왜 난 꼭 (Why I'm Not?)                 | 3:52  | Avec la modèle Hwang Hyunjoo                                                    |
| 2014  | 눌리러 간다 (Don't Tease Me!)           | 3:58  | Performance en showcase                                                         |
| 2014  | 좀비파티 (Zombie Party)                 | 4:12  | Avec Shannon Williams                                                           |
| 2014  | Look At Me Now                          | 3:52  |                                                                                 |
| 2015  | What U                                  | 3:44  |                                                                                 |

### Apparitions dans des clips vidéos
| Année | Titre                    | Artiste(s)               | Durée | Membre(s) |
| ----- | ------------------------ | ------------------------ | ----- | --------- |
| 2012  | She's Gone               | December                 |       | Taewoon   |
| 2012  | Be With You (Dance Ver.) | The SeeYa                | 4:11  | Taewoon   |
| 2013  | Jeon Won Diary           | T-ARA N4                 |       | SPEED     |
| 2014  | Don't Move               | Davichi                  | 3:46  | Sungmin   |
| 2015  | I'm Good                 | Elsie (Eunjung de T-ara) |       | KI-O      |
| 2015  | So Crazy                 | T-ara                    | 6:14  | KI-O      |
| 2015  | My Friend's Boyfriend    | DIA                      | 5:53  | KI-O      |

## Récompenses et nominations
| Année | Titre                        | Travail nommé                     | Catégorie                | Résultat |
| ----- | ---------------------------- | --------------------------------- | ------------------------ | -------- |
| 2013  | Cyworld Digital Music Awards | "It's Over" (feat. Park Bo-young) | Rookie du Mois (Janvier) | Lauréat  |